# Captura directa del aire

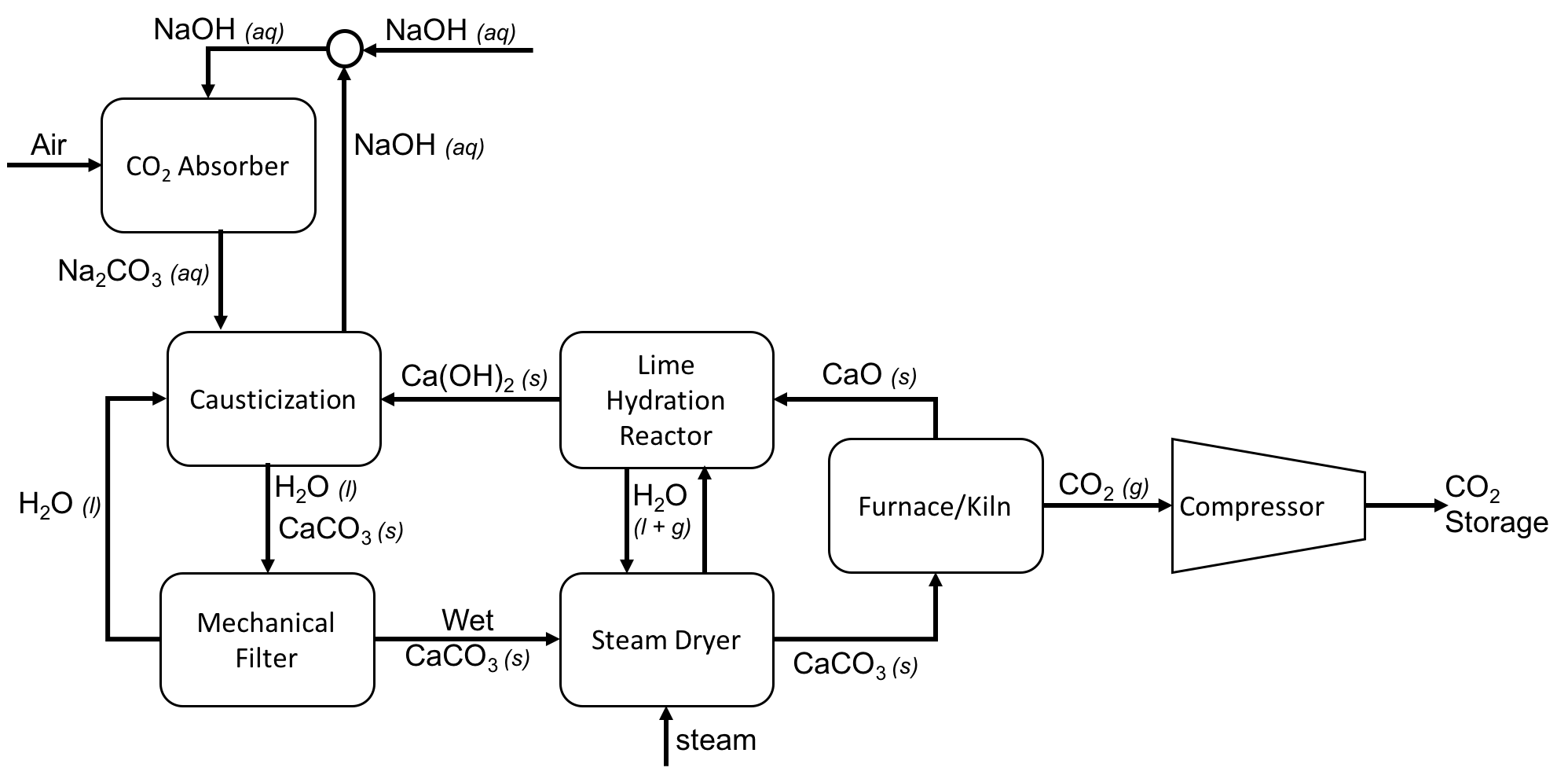
Diagrama de flujo del proceso de captura de dióxido de carbono directamente del aire utilizando hidróxido de sodio como absorbente e incluyendo la regeneración de solventes

La captura directa del aire (DAC por sus siglas en inglés) es un proceso de toma de dióxido de carbono (CO2) directamente del aire ambiental (a diferencia de la extracción de fuentes puntuales, como una fábrica de cemento o una central eléctrica de biomasa) y generación de un flujo concentrado de CO2 para secuestro, o producción de combustible, u otra utilización. El aire ambiente contiene de manera natural una pequeña cantidad de CO2 (alrededor de un 0,04 %). Se puede captar ese CO2 poniendo al aire en contacto con medios químicos, generalmente un solvente acuoso alcalino o adsorbentes. Luego, mediante la aplicación de energía (es decir, calor) se hace que esos medios químicos desprendan el CO2, que puede someterse a deshidratación y compresión para su adecuado manejo, al mismo tiempo que los medios químicos se regeneran para su reutilización.
La DAC fue sugerida en 1999 por Klaus S. Lackner y todavía está en desarrollo. Varias plantas comerciales están planificadas o en funcionamiento en Europa y EE. UU. La implementación de la DAC a gran escala puede acelerarse si se conecta con aplicaciones económicas o incentivos políticos.
La DAC no es una alternativa a la captura y almacenamiento de carbono (CCS por sus siglas en inglés) de fuente puntual, porque es mucho más cara (cuando ni siquiera la CCS es económica ni está exenta de problemas), pero puede usarse para compensar emisiones de fuentes distribuidas, como lanzamientos de cohetes. Cuando se combina con el almacenamiento a largo plazo del CO2, la DAC se denomina "captura directa del dióxido de carbono atmosférico y almacenamiento" (DACCS o DACS por sus siglas en inglés). La DACCS puede actuar como un mecanismo de eliminación de dióxido de carbono, aunque en 2022 sigue sin alcanzar la rentabilidadː el coste de retirar del aire mediante DACCS una tonelada de dióxido de carbono es varias veces el precio de las emisiones. Además hay otro problemaː el almacenamiento geológico del CO2 retirado de la atmósfera. Los emplazamientos geológicos deben cumplir unas características muy restrictivas, resultan caros, pueden provocar terremotos y existe temor, dicen los técnicos que infundado, a que se produzcan escapes.

La Agencia Internacional de Energía informó de un crecimiento en la capacidad operativa mundial de captura directa de aire.

## Métodos de captura
La mayoría de las técnicas comerciales requieren grandes ventiladores para impulsar el aire ambiental a través de un filtro. Más recientemente, la empresa con sede en Irlanda Carbon Collect Limited ha desarrollado MechanicalTree™, que simplemente se emplaza en el viento para capturar CO2. La compañía afirma que esta "captura pasiva" de CO2 reduce significativamente el costo de energía de la captura directa de aire, y que su geometría puede escalarse para capturar gigatoneladas (miles de millones de toneladas) de CO2.
La mayoría de las técnicas comerciales utilizan un disolvente líquido, generalmente a base de amina, o cáustico, para absorber el CO2 del gas donde se encuentra mezclado con otros compuestos. Por ejemplo, un solvente cáustico común, el hidróxido de sodio, reacciona con el CO2 y precipita un carbonato de sodio estable. Este carbonato se calienta para producir CO2 gaseoso de alta pureza. El hidróxido de sodio se puede reciclar a partir del carbonato de sodio en un proceso de caustificación.
Alternativamente, el CO2 se une a un sorbente sólido mediante un proceso de quimisorción. Luego, aplicando calor y vacío, el CO2 se desorbe del sólido.
Entre los procesos químicos específicos que se están explorando, destacan 3: la caustificación con hidróxidos alcalinos y alcalinotérreos, la carbonatación y los sorbentes híbridos orgánico-inorgánicos constituidos por aminas que recubren adsorbentes porosos.

### Otros métodos explorados
La idea de usar muchos pequeños depuradores DAC dispersos, análogos a plantas, para crear una reducción ambientalmente significativa en los niveles de CO2, le ha valido a la tecnología el nombre de árboles artificiales en los medios.

#### Absorbente oscilante de humedad
En un proceso cíclico diseñado en 2012 por el profesor Klaus Lackner, director del Centro de Emisiones Negativas de Carbono (CNCE), el CO2 diluido se puede separar de manera eficiente utilizando una resina de polímero de intercambio aniónico llamada Marathon MSA, que absorbe el CO2 del aire cuando está seca y lo libera cuando se expone a la humedad. Gran parte de la energía del proceso es suministrada por el calor latente del cambio de estado del agua. La tecnología requiere más investigación para determinar su rentabilidad.

#### Estructuras organometálicas
Otras sustancias que se pueden usar son marcos organometálicos (MOF por sus siglas en inglés).

#### Membranas
La separación de CO2 mediante membrana se basa en membranas semipermeables. Este método requiere poca agua y tiene menor huella ambiental.

## Impacto ambiental
Los defensores de la DAC argumentan que es un componente esencial de la mitigación del cambio climático. Los investigadores postulan que la DAC podría ayudar a contribuir a los objetivos del Acuerdo de París (es decir, limitar el aumento de la temperatura media mundial a 2 °C por encima de los niveles preindustriales). Sin embargo, otros afirman que confiar en esta tecnología todavía inmadura es arriesgado y podría posponer la reducción de emisiones por la idea de que será posible solucionar el problema más adelante. Sugieren que reducir las emisiones puede ser una mejor solución.
En 2021 se emitieron a la atmósfera 39,3 gigatoneladas de CO2, (cada año se emiten más) y sería necesario capturarlas, no solo todas, sino incluso más, para que se redujera el CO2 en la atmósfera, que causa el efecto invernadero, y se paliara la emergencia climática que estamos padeciendo. Obviamente sale mucho más barato no emitirlas, utilizando solamente energías renovables, pero incluso aunque en 2050 tengan éxito los esfuerzos de eliminación de emisiones y el planeta alcance la neutralidad de carbono, el nivel de CO2 en la atmósfera que habrá para entonces (se estima en 600 partes por millón, ppm, cuando el nivel seguro es 350) provocará un clima hostil para el ser humano. Si se resolvieran los problemas de almacenamiento del CO2 capturado, la DACCS podría ayudar a volver a un clima más benigno. Una alternativa, por supuesto, más realizable y barata, y menos problemática, es la forestación o reforestación de todas las áreas del planeta donde sea eficaz (los árboles retiran el CO2 de la atmósfera).
La DAC basada en absorción por aminas exige un aporte de agua significativo. Se estimó que para capturar 3,3 gigatoneladas de CO2 al año harían falta 300 km³ de agua, el 4 % del agua utilizada para riego en el mundo, cuando existe gran escasez de agua. Por otro lado, el uso de hidróxido de sodio necesita mucha menos agua, pero la sustancia en sí es altamente cáustica y peligrosa.
La DAC también requiere mucha más energía que la captura de fuentes puntuales, como los gases de combustión. Esto se debe a que en el aire ambiental la concentración de CO2 es muy baja, mientras que en los gases de combustión es muy elevada. La energía mínima teóricamente necesaria para extraer una tonelada de CO2 del aire ambiente es de unos 250 kWh, mientras que extraerla de los gases de escape de centrales eléctricas de gas natural y de carbón requiere, respectivamente, alrededor de 100 y 65 kWh. Debido a esta demanda implícita de energía, algunos promotores de la geoingeniería han propuesto utilizar "pequeñas centrales nucleares" conectadas a instalaciones DAC, sin tener en cuenta que el problema de almacenamiento de los residuos nucleares de estas centrales tampoco está resuelto, y que las energías renovables son una alternativa mucho mejor.
Cuando la DAC se combina con un sistema de captura y almacenamiento de carbono (CCS) y una fuente de electricidad libre de carbono produce una planta de emisiones negativas. El uso de cualquier electricidad generada por combustibles fósiles terminaría liberando más CO2 a la atmósfera del que capturaría. Además, el uso de la DAC para la recuperación mejorada de petróleo (inyectando el CO2 en el yacimiento de petróleo para recuperar más líquido) cancelaría cualquier supuesto beneficio de mitigación climática, porque las emisiones al quemar el petróleo extra así obtenido superarían a las retiradas de la atmósfera.

## Aplicaciones
Las aplicaciones prácticas de la DAC incluyen:
- recuperación mejorada de petróleo[4]
- producción de plásticos y combustibles sintéticos neutros en carbono[27][17][4]
- carbonatación de bebidas[36]
- secuestro de carbono[25]
- mejora de la resistencia del hormigón[36]
- creación de hormigón neutro en carbono[36]
- mejora de la productividad en granjas de algas,[37]
- enriquecimiento del aire en invernaderos[37]

Estas aplicaciones requieren diferentes concentraciones de CO2. El secuestro de carbono requiere CO2 puro (concentración > 99 %), mientras que otras aplicaciones, como la agricultura, pueden funcionar con concentraciones menores (~ 5 %). Dado que el aire que se procesa a través de la DAC originalmente contiene 0,04 % de CO2 (o 400 ppm), crear un producto puro requiere más energía que un producto diluido y, por lo tanto, suele ser más costoso.
La DAC no es una alternativa a la captura y almacenamiento de carbono (CCS) de una fuente puntual de emisiones, sino que se trata de una tecnología complementaria que podría utilizarse para gestionar las emisiones de carbono de fuentes distribuidas, las emisiones fugitivas de la red CCS y las fugas de formaciones geológicas. Debido a que la DAC se puede implementar lejos de la fuente de emisión, el combustible sintético producido con este método puede utilizar la infraestructura de transporte de combustible ya existente.

## Coste
Uno de los mayores obstáculos para la implementación de la DAC es el coste de separar el CO2 del aire. Un estudio de 2011 estimó que una planta diseñada para capturar 1 megatonelada de CO2 al año costaría 2,2 millardos de dólares estadounidenses ($). Otros estudios del mismo período sitúan el coste de la DAC entre los 200 y los 1 000 $ por tonelada de CO2.
Un estudio económico de una planta piloto en la Columbia Británica, Canadá, realizado entre 2015 y 2018, estimó el costo entre 94 y 232 $ por tonelada de CO2, sin considerar el coste adicional del almacenamiento. Cabe señalar que el estudio fue realizado por Carbon Engineering, que tiene interés financiero en comercializar la tecnología DAC.
El despliegue de la DAC puede conseguirse mediante incentivos políticos o económicos, pero no se está realizando porque se considera que es una mejor solución la generalización de energías renovables, que lleva aparejada el abandono de los combustibles fósiles.

## Algunas empresas que utilizan la DAC

### Empresa Carbon Engineering
Carbon Engineering es una empresa comercial de DAC fundada en 2009 y respaldada, entre otros, por Bill Gates y Murray Edwards. En 2018 operaba una planta piloto en la Columbia Británica, Canadá, que había estado en funcionamiento desde 2015, y capaz de extraer alrededor de una tonelada de CO2 por día. Un estudio económico de su planta piloto realizado entre 2015 y 2018 estimó el coste entre 94 y 232 $ por tonelada de CO2 atmosférico extraído.
Al asociarse con la empresa de energía de California Greyrock, Carbon Engineering convierte una parte de su CO2 concentrado en combustible sintético, que incluye gasolina, diésel y combustible para aviones.
La empresa utiliza una solución de hidróxido de potasio, que reacciona con el CO2 para formar carbonato de potasio, y así extrae una cierta cantidad de CO2 del aire.

### Empresa Climeworks
La primera planta DAC a escala industrial de Climeworks, que comenzó a operar en mayo de 2017 en Hinwil, en el cantón de Zúrich, Suiza, puede capturar 900 toneladas de CO2 por año. Para reducir sus necesidades energéticas, la planta utiliza el calor de una planta de incineración de residuos local. El CO2 se utiliza para aumentar la producción de hortalizas en un invernadero cercano.
La empresa declaró que capturar una tonelada de CO2 del aire le cuesta alrededor de 600 $.
Climeworks se asoció con Reykjavik Energy en Carbfix, (fijación del carbono) un proyecto lanzado en 2007. En 2017 se inició el proyecto CarbFix2 y recibió financiación de European Horizonte de la Unión programa de investigación 2020. La planta piloto CarbFix2 se emplaza junto a la central geotérmica de Hellisheiði (Islandia). El CO2 se inyecta a 700 metros bajo tierra y se mineraliza en roca basáltica, formando minerales de carbonato. La planta DAC utiliza el calor residual de baja calidad de la central, eliminando así más CO2 del que ambas producen.

### Empresa Global Thermostat
Global Thermostat es una empresa fundada en 2010, ubicada en Manhattan, Nueva York, con una planta en Huntsville (Alabama). Utiliza adsorbentes a base de amina unidos a esponjas de carbono (en este caso se refiere al elemento químico C, componente principal de un material esponjoso) para eliminar el CO2 de la atmósfera. La empresa tiene proyectos que van desde 40 a 50.000 toneladas por año.
La empresa afirma que extrae el CO2 por 120 dólares la tonelada en sus instalaciones de Huntsville.
Global Thermostat ha llegado acuerdos con Coca-Cola (que tiene como objetivo utilizar la DAC como fuente de CO2 para sus bebidas carbonatadas) y ExxonMobil, que tiene la intención de iniciar un negocio de combustible sintético utilizando la tecnología de Global Thermostat.

### Empresa Soletair Power
Soletair Power es una startup fundada en 2016 y ubicada en Lappeenranta, Finlandia, que opera en los campos de DAC y conversión de electricidad (en gas natural, en hidrógeno, en combustible sintético, etc.). La puesta en marcha está respaldada principalmente por el grupo tecnológico finlandés Wärtsilä. Según Soletair Power, su tecnología es la primera en integrar la DAC en edificios. Absorbe el CO2 de las unidades de ventilación dentro de los edificios para mejorar la calidad del aire. Soletair se centra en el hecho de que la DAC puede mejorar la función cognitiva de los empleados en un 20 % por cada 400 ppm de CO2 interior eliminado, según un estudio (niveles muy altos de CO2, de 1 000 a 2 000 partes por millón, ppm, en el aire de un interior, pueden causar somnolencia).
La empresa utiliza el CO2 capturado para fabricar combustible renovable sintético y como materia prima para aplicaciones industriales. En 2020, Wärtsilä, junto con Soletair Power y Q Power, crearon su primera unidad de demostración de Power-to-X para Dubái Expo 2020, que puede producir metano sintético a partir del CO2 capturado los edificios.

### Empresa Prometheus Fuels
Es una startup con sede en Santa Cruz (California) que se lanzó a partir de Y Combinator en 2019 para eliminar el CO2 del aire y convertirlo en gasolina y combustible para aviones con cero emisiones netas de carbono. La empresa utiliza una tecnología DAC, adsorbiendo el CO2 del aire directamente en los electrolitos del proceso, donde se convierte en alcoholes mediante electrocatálisis. Luego, los alcoholes se separan de los electrolitos utilizando membranas de nanotubos de carbono y se convierten en gasolina y combustibles para aviones. Dado que el proceso utiliza únicamente electricidad procedente de fuentes renovables, los combustibles son neutros en carbono cuando se utilizan y no emiten CO2 neto a la atmósfera.

### Otras compañías
- Infinitree: anteriormente conocido como Kilimanjaro Energy and Global Research Technology. Parte de Carbon Sink, con sede en EE. UU. Demostró un pre-prototipo de tecnología DAC económicamente viable en 2007[55][56]
- Skytree: una empresa de los Países Bajos[48]
- Centro de Investigación de Almacenamiento y Captura de Carbono del Reino Unido[27]
- Centro de Emisiones de Carbono Negativas de la Universidad Estatal de Arizona[57]
- Carbyon: startup de Eindhoven, Países Bajos[58]
- TerraFixingː una startup en Ottawa, Canadá[59]
- Carbfix: una subsidiaria de Reykjavik Energy, Islandia[60]
- Energy Impact Center: un instituto de investigación que aboga por el uso de energía nuclear para impulsar tecnologías de captura directa de aire[61]